# Emo rap
Emo rap (ili emo hip-hop, sad rap i bop-punk), spoj je žanrova hip-hop/rap i emo glazbe. Izvorno potječe od hip-hop glazbe na platformi SoundCloud iz sredine 2010-ih godina, a obilježavaju ju karakteristike hip-hopa kao što je repanje te uobičajene teme, instrumentali i vokali iz emo glazbe. Trima najpoznatijim predstavnicima se smatraju XXXTentacion, Lil Peep i Juice Wrld.

## Karakteristike
Izvori su opisali emo rap žanr s utjecajima hip-hop, emo, trap, pop punk, nu metal, indie rock, post-hardcore i cloud rap glazbe. 
Emo rap odstupa od "tradicionalnih" tonova koji se nalaze u modernom mainstream hip-hopu, u korist emotivnijeg i osobnijeg lirskog sadržaja, opisan od strane Wall Street Journala kao "davanje prsta starijima".  Stihovi se uglavnom fokusiraju na teme kao što su depresija, usamljenost, tjeskoba, zlouporaba droga i alkohola, nihilizam, samoubojstvo i samoliječenje. Žanr karakterizira kombinacija glazbenih elemenata koji se obično nalaze u osviještenom hip-hopu s indie rock instrumentalima. Uzorkovanje često koristi i pop punk i emo pjesme iz 2000-ih. Na veći dio uzorkovanja utjecali su emo sastavi koji su inspirirali žanr, kao što su Mineral, Underoath i Postal Service. Pojedini emo reperi također koriste i originalne instrumente. Horse Head iz kolektiva GothBoiClique opisao je glazbu kao "...pomalo nostalgičnu, ali je i nova... nitko nije napravio ovakvo s***e. To je kao emo rap i melodični trap".
Obožavatelji glazbe ponekad se nazivaju "sad boys" (hrv. "tužni dečki"), u odnosu na istoimenu glazbenu skupinu emo repera Yung Leana.

## Poznati izvođači
- 24kGoldn
- Bones
- Cold Hart
- Ghostemane
- GothBoiClique
- Horse Head
- Iann Dior
- Juice Wrld
- Lil Peep
- Lil Skies
- Lil Tracy
- Lil Uzi Vert
- Lil Xan
- Machine Gun Kelly
- nothing,nowhere.
- Poorstacy
- the Kid Laroi
- Trippie Redd
- Wicca Phase Springs Eternal
- Wifisfuneral
- XXXTENTACION
- Yung Lean